# ジュゼッペ・ポエリオ
ジュゼッペ・ポエリオ(イタリア語: Giuseppe Poerio、1775年1月6日 - 1843年8月15日)は、イタリアのイタリア統一運動時代の軍人、革命家、愛国者である。パルテノペア共和国建国やイタリア統一運動の初期にあたるナポリ革命で主導的な役割を果たした。ジュゼッペ・ポエーリョとも。

## 生涯

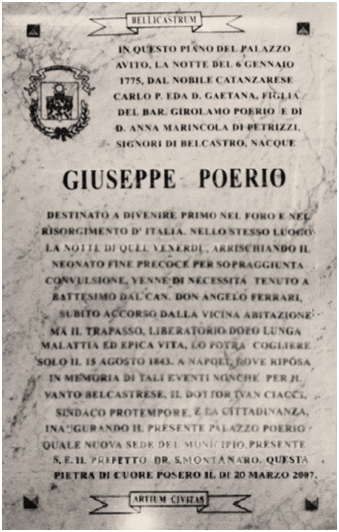
ベルカストロの市庁舎に設置されたポエリオの銘板

### パルテノペア共和国前後
ジュゼッペ・ポエリオは1775年1月6日、ナポリ王国のベルカストロに生まれた。一家は貴族階級に属しており、父親はフリーメイソンの一員であった。
16歳の時には法学を学ぶため独りナポリに移り住んだ。そこで自由主義や立憲主義といった革命的思想に触れ、1799年1月にはカプアでフランス軍に加わった。そしてナポリ国王フェルディナンド1世が逃亡したのちは残存したナポリ軍に対し降伏を促し、パルテノペア共和国の建国宣言にも携わる。1月21日にはフランス軍とともにナポリに入城し、味方の軍人に対しナポリ市民への略奪や報復、暴力を控えるよう説得していた一人だったという。
その後はカラブリア南部に派遣されて山賊の影響力が強い当地で民主化のために尽力するが、その間に枢機卿ファブリツィオ・ルッフォがカラブリアの主要都市を掌握してフェルディナンド1世を呼び戻す。それを知ったポエリオは急遽ナポリに戻って防衛に参加するとともにファブリツィオ・ルッフォと交渉するが失敗。パルテノペア共和国は崩壊し、ポエリオは死刑判決を受けた（後に王によって終身刑に減刑）。
第二次対仏大同盟はフランスの勝利で終わり、1801年にはフィレンツェ条約 (1801年)が結ばれた。その結果、ポエリオには恩赦が出されて釈放される。1806年にはナポレオン・ボナパルトがナポリに凱旋するが、その時もナポレオンを支持したためカピタナカ州およびモリーゼ州の監督を任された。強引な手腕からその職は翌年には解任されるものの、以降も政府要人として活躍し、イタリア人の独立性を宣言した1815年のジョアシャン・ミュラの「リミニ宣言」の起草者の一人であった。

### ナポリ革命前後
ブルボン家が復古し両シチリア王国が建国されると、ポエリオはナポリからパリへと亡命した。その後、イタリア半島でほぼ唯一の自由主義を保っていたトスカーナ大公国のフィレンツェに滞在が許され、そこで亡命の際に生き別れていた家族と再会した。1818年には両シチリア王国への帰還も許され、ナポリへと戻っている。
1820年のナポリ革命ではグリエルモ・ペペ率いる軍がナポリに迫り、フェルディナンド1世の命令でポエリオは友人であったペペとの交渉役を任された。しかしこの時点でもポエリオの立憲への情熱は消えておらず、ナポリに戻ったポエリオは逆に王に対して憲法を認めるよう説得、ナポリ革命に協力する形となった。
8月になると、立憲政府のもとで新たな両シチリア王国議会が選出されたがポエリオも議員となり、立憲を支持しつつも君主との良好な関係を主張する穏健派の代表として活躍した。その後、フェルディナンド1世は立憲政府を裏切って神聖同盟諸国に革命勢力打倒の助力を求め、オーストリア帝国がナポリに侵攻。これに抗議するもポエリオは逮捕された。逮捕後、ポエリオは君主を重視していたその穏和な姿勢から無実とされたが、身の危険を感じグラーツへ亡命した。

### 亡命から晩年
亡命後、1824年にはフィレンツェに滞在。そこではピエトロ・コレッタやガブリエレ・ペペ、カルロ・トロヤやマッテオ・インブリアーニとその息子パオロ・エミリオ・インブリアーニなどナポリ革命の同胞たちに再会し、またリベラルな思想を持つジーノ・カッポーニ、ピエトロ・ジョルダーニ、ニコロ・トマセオなどと交流を持った。しかし1830年にはトスカーナ大公国を離れた。その後はフランチェスコ・パオロ・ボゼッリとともに科学と文学の雑誌『ビブリオテーク・フランセーズ』を出版し、テレンツィオ・マミアーニやクリスティーナ・トリヴルツィオ・ディ・ベルジョホソら愛国者と交流を持つなど、革命への情熱を再燃させた。その一方で1831年にはフィリッポ・ブオナローティ主導の無謀なピエモンテでの蜂起に反対するなど、穏健かつ現実的な革命路線を志向した。
亡命期間中は息子アレッサンドロ・ポエリオとともにロンドンやパリ、ブリュッセルなどを転々としていたが1833年にはフェルディナンド2世から帰国の許可を出され、ナポリに移り住む。ナポリ帰還後は革命家としてではなく法学者として立憲を研究という形で追求したが、1843年8月15日に死去した。
なお、二人の息子アレッサンドロ・ポエリオやカルロ・ポエリオ、妻のカロリーナ・ポエリオもまたリソルジメントに貢献した志士として知られ、娘のカルロッタ・ポエリオはパオロ・エミリオ・インブリアーニと結婚した。